# Anthrenus verbasci
Anthrenus verbasci är en skalbaggsart som först beskrevs av Carl von Linné 1767.  Anthrenus verbasci ingår i släktet Anthrenus och familjen ängrar. Arten är reproducerande i Sverige. Inga underarter finns listade i Catalogue of Life.

## Bildgalleri

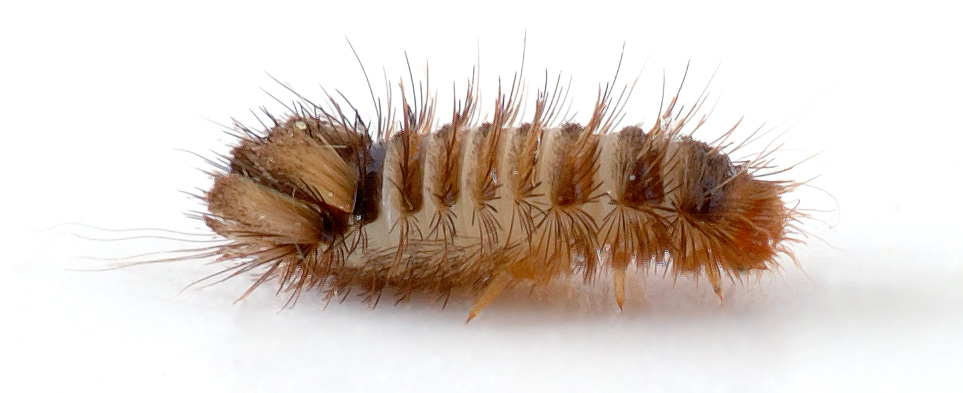
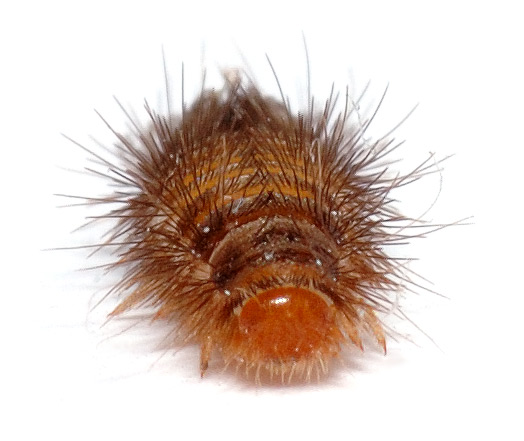
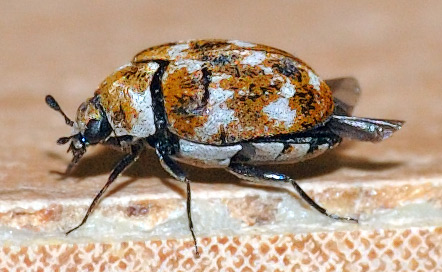
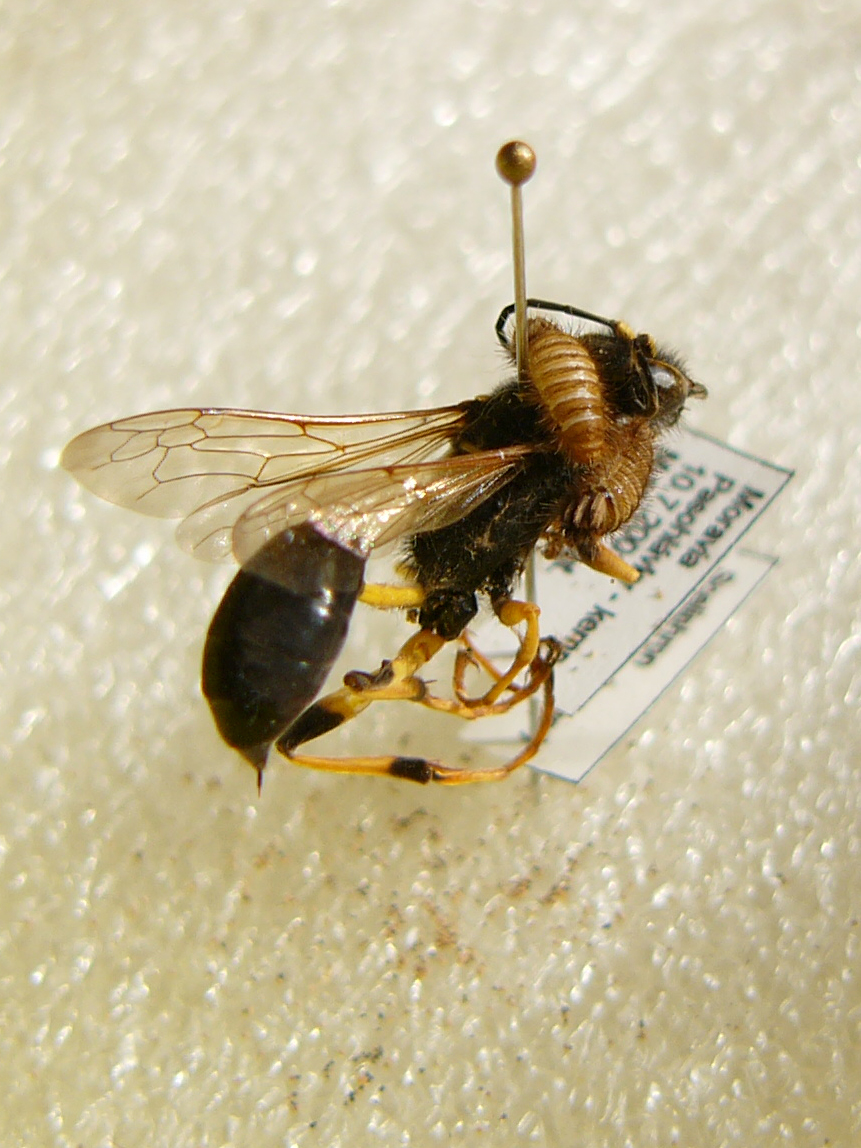
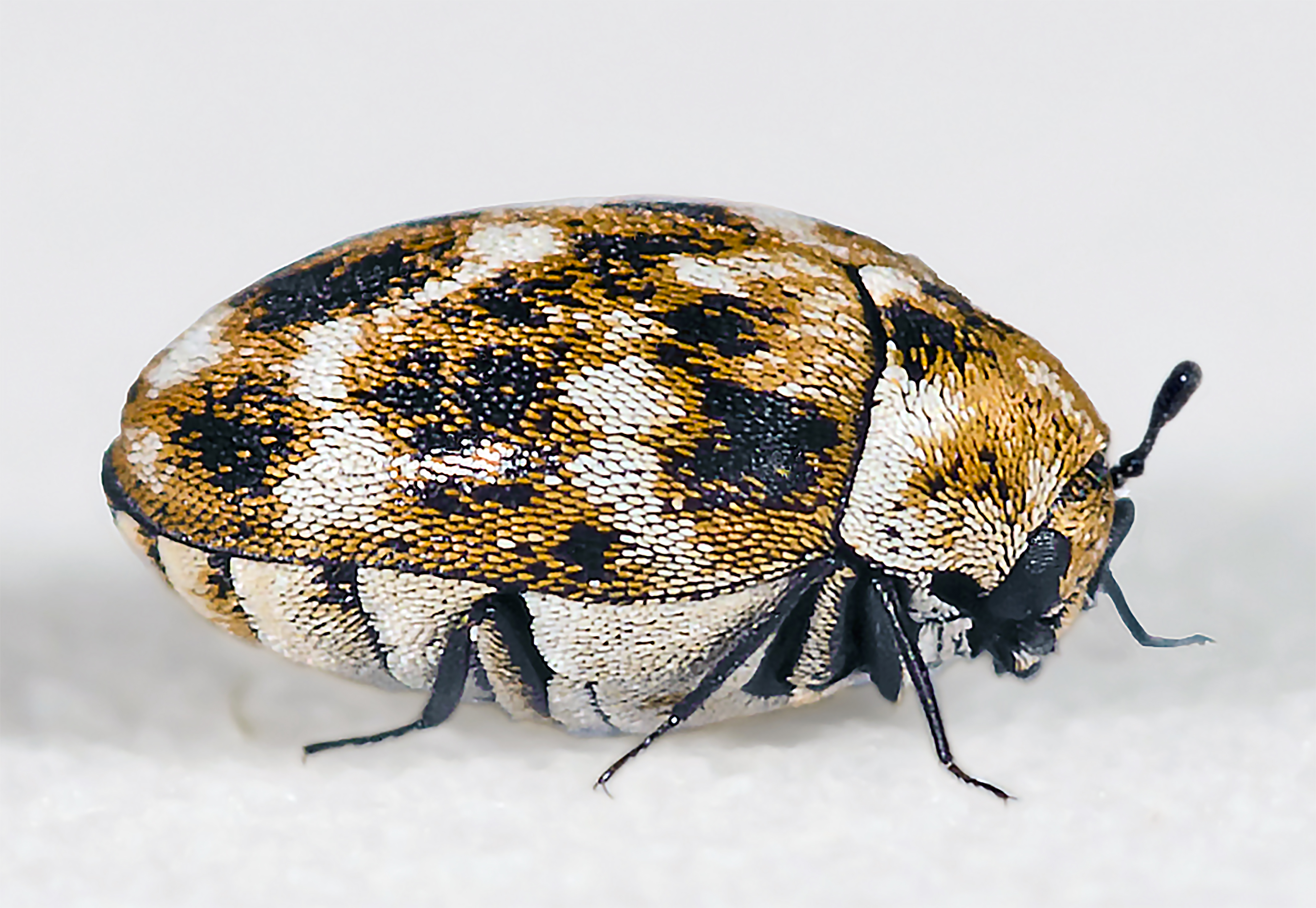
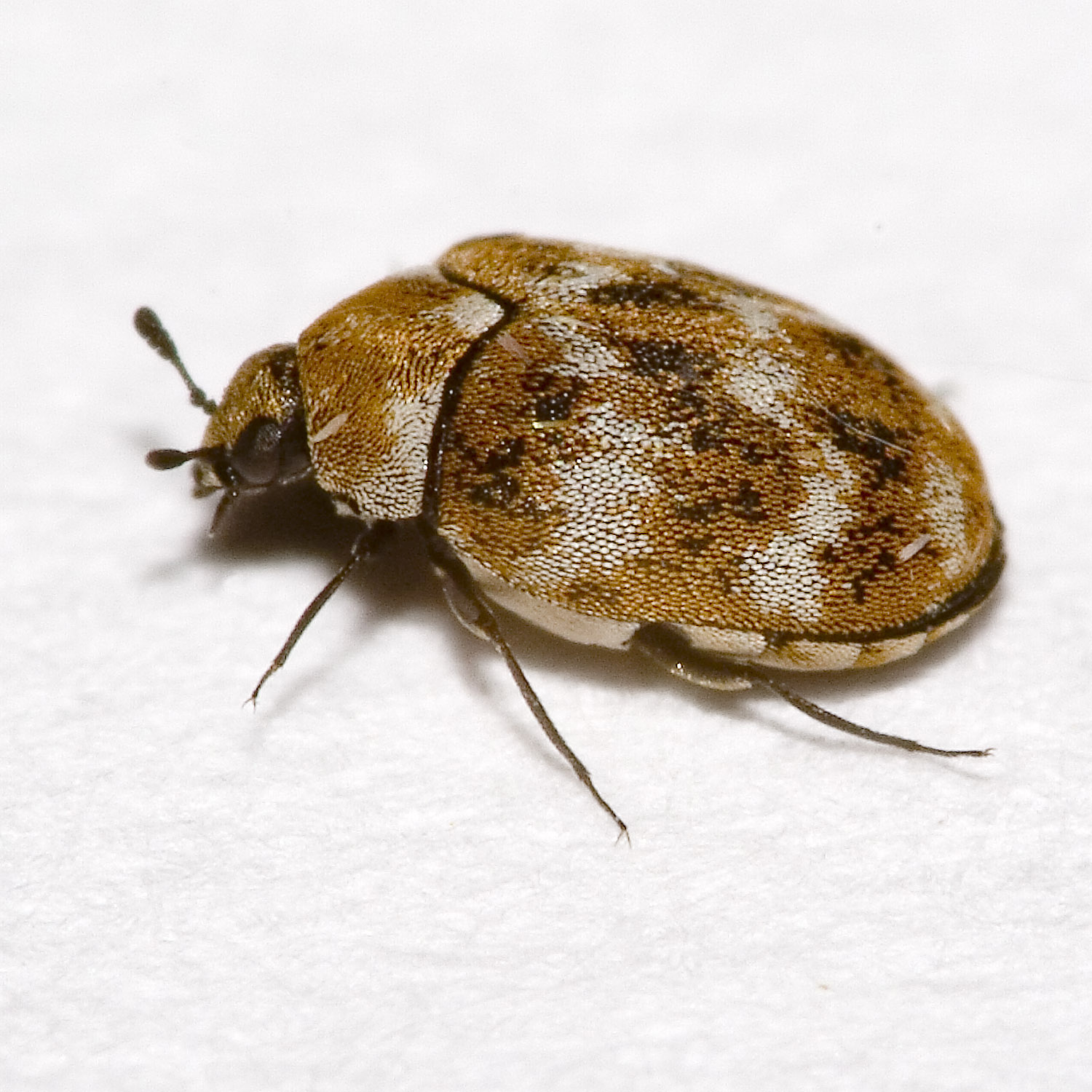